# Kurt Davis
Kurt Davis (* 13. August 1986 in Plymouth, Minnesota) ist ein US-amerikanischer Eishockeyspieler, der seit Juni 2022 bei den Blue Devils Weiden in der Oberliga unter Vertrag steht.

## Karriere
Davis begann seine Karriere in der Saison 2005/06 bei den Green Bay Gamblers in der amerikanischen Juniorenliga United States Hockey League, wo er insgesamt zwei Spielzeiten bestritt. Zwischen 2007 und 2011 stand er für die Universitätsmannschaft der Minnesota State University, Mankato in der Western Collegiate Hockey Association, welche in den Spielbetrieb der NCAA eingegliedert ist, auf dem Eis. Im Sommer 2011 wechselte Davis nach Europa und schloss sich dem schwedischen Klub Södertälje SK aus der zweitklassigen HockeyAllsvenskan an, wo er die Saison 2011/12 verbrachte.
Zur Spielzeit 2012/13 wechselte Davis nach Norwegen zu den Stavanger Oilers, wo er sich als torgefährlicher Defensivspieler etablieren und unmittelbar die Meisterschaft in der GET-ligaen gewinnen konnte. Auch im folgenden Jahr hatte er mit 18 Treffern und 35 Torvorlagen als offensivstärkster Verteidiger der Liga einen maßgeblichen Anteil an der Titelverteidigung seiner Mannschaft. Im April 2014 unterschrieb der US-Amerikaner einen Vertrag bei der Düsseldorfer EG, für die er ab der Saison 2014/15 in der Deutschen Eishockey Liga auflief.
Nach drei Jahren bei der DEG wechselte Davis im Juni 2017 zu den Krefeld Pinguinen. Im Juli 2018 verließ Davis die Pinguine und wechselte nach Österreich zu den Vienna Capitals. Im November wurde der Vertrag bei den Caps aufgelöst. Im Januar 2019 nahm ihn der norwegische Verein Storhamar Hockey unter Vertrag. Im Februar 2020 wechselte er zum EHC Bayreuth in die DEL2. Seit Juni 2022 steht Kurt Davis bei den Blue Devils Weiden in der Oberliga Süd unter Vertrag.

## Erfolge und Auszeichnungen
- 2013 Norwegischer Meister mit den Stavanger Oilers
- 2014 Norwegischer Meister mit den Stavanger Oilers
- 2014 IIHF-Continental-Cup-Gewinn mit den Stavanger Oilers

## Karrierestatistik
(Legende zur Spielerstatistik: Sp oder GP = absolvierte Spiele; T oder G = erzielte Tore; V oder A = erzielte Assists; Pkt oder Pts = erzielte Scorerpunkte; SM oder PIM = erhaltene Strafminuten; +/− = Plus/Minus-Bilanz; PP = erzielte Überzahltore; SH = erzielte Unterzahltore; GW = erzielte Siegtore; 1 Play-downs/Relegation; Kursiv: Statistik nicht vollständig)